# Ласити (округ)
Округ Ласити је округ у периферији Крит и на истоименом острву Крит, у јужној Грчкој. Овај округ се често у свакодневном говору назива „Источним Критом“. Управно средиште округа је град Ајос Николаос, а највећи је град Јерапетра.
Округ Ласити је успостављен 2011. године на месту некадашње префектуре, која је имала исти назив, обухват и границе.

## Природне одлике
Округ Ласити је са југа, истока и севера окружен морем. Северна обала је егејска, источна левантска, а јужна средоземна. Са запада се округ граничи са округом Ираклион.
Ласити има веома разуђену обалу са много малих полуострва и залива. Међутим, обала је обично стрма и тешко приступачна. На местима где је приобаље у виду малих равница развила су се већа насеља (Ајос Николаос и Јерапетра). Средишњи део је махом планински. На истоку су планине Орнон, а на западу планине Дикти. На крајњем западу округа, унутар Дикти планина, налази се најважнија висораван Крита, Ласити, по којој је округ и добио назив. Она је данас добро обрађена.
У подручју округа Ласити преовлађује изразита средоземна клима, једино у највишим деловима она има оштрији облик.

## Историја
У оквиру подручја округа Ласити налази се низ праисторијских и античких археолошких локалитета, од којих су најзначајнији они из времена Минојске цивилизације (Кносос и Фестос). У 1. веку п. н. е. острво покоравају Римљани, које у 4. веку наслеђују Византијци. Византијска владавина острвом и подручјем данашњег округа обележена је честим нападима са мора: прво Вандала, затим Словена и на крају Сарацена. 1212. године острво осваја Млетачка република, која ће њиме владати до 1669. године. Ајос Николаос постаје једно од упоришта Млетака на острву, па се ту развија ренесансна култура. У отоманским рукама цело острво остаје до 1898. године, при чему је утицај турске власти био веома велики на живот становништва. 1898. године Крит добија широку аутономију под посредством Грчке, да јој се коначно присајединио 1913. године. 1898. године острво је подељено на четири целине, што зачетак данашњих округа.

## Становништво
По последњим проценама из 2005. године округ Ласити је имао око 78.000 становника, од чега око 1/4 живи у седишту округа, граду Ајос Николаосу. Округ Ласити спада у округе у држави са бржим растом становништва захваљујући наглом развоју туризма и поморства последњих деценија.
- 1991. г.: 70.762 ст., густина: 38,82 ст./km²
- 2001. г.: 76.318 ст., густина: 41,77 ст./km²

Етнички састав: Главно становништво округа су Грци, од којих многи воде порекло од избеглица из Мале Азије. Последњих деценија јављају се и некадашњи туристи као нови становници.
Густина насељености је око 42 ст./км², што је готово двоструко мање од просека Грчке (око 80 ст./км²). Подручја око већих насеља су значајно боље насељена него планинска унутрашњост, која је у неким деловима пуста.

## Управна подела и насеља
Округ Ласити се дели на 4 општине:
1. Ајос Николаос
2. Јерапетра
3. Оропедио Ласитију
4. Ситеја

Ајос Николаос је седиште округа, а од њега је већи град Јерапетра. Других већих градова (> 10.000 ст.) нема у округу.

## Привреда
Традиционалне привредне делатности у датом подручју Крита су поморство и рибарство у приобаљу и пољопривреда у залеђу (посебно гајење маслина). Последњих деценија туризам је главна привредна грана, а захваљујући њему важне су и трговина и услуге.